# ヤマイバラ
ヤマイバラ（学名：Rosa sambucina Koidz.）は、バラ科バラ属の半蔓性の落葉低木で、日本固有種とされている。

## 解説
全体に毛はなく、他の木に寄りかかって伸び、大きいものでは長さ5～10メートルになることがある。
茎は大きく分枝し、枝には強い下向きの鉤形の刺が目立つ。葉は長さ11～15センチメートルで、光沢または半光沢があり、表面は濃緑色、裏面は明緑色または淡緑色で白みを帯びる。
5～6月には、頂の平たい花序をつくり、10～20個の白い花を開く。花冠は白色で径3～5センチメートル、花弁は5枚、倒卵形で長さ1.5～2センチメートル、先はへこむ。
果実は扁球形で径1センチメートル、上に五角形の花盤があり、萼片は着存することが多い。愛知県以西の本州に分布し、四国、九州にはまれに生育する。台湾にもみられる。
ヤマイバラは比較的稀な種とされ、花をつけるまで成熟した個体は少ないといわれている。しかし、その美しい白い花と独特の形状から、自然愛好家には非常に人気がある。